# Marco Antonio Rosa Furtado Júnior
Marco Antonio Rosa Furtado Júnior, noto semplicemente come Marco Antonio (Belém, 1º ottobre 1997), è un calciatore brasiliano, centrocampista del Náutico.

## Caratteristiche tecniche
È un trequartista.

## Carriera
Cresciuto nelle giovanili del Bahia, ha esordito in prima squadra il 10 marzo 2016 in occasione del match di Copa do Nordeste vinto 2-1 contro il Juazeirense.

## Statistiche

### Presenze e reti nei club
Statistiche aggiornate al 13 agosto 2018.
| Stagione        | Squadra         | Campionato      | Campionato | Campionato | Coppe nazionali | Coppe nazionali | Coppe nazionali | Coppe continentali | Coppe continentali | Coppe continentali | Altre coppe | Altre coppe | Altre coppe | Totale | Totale | Totale |
| Stagione        | Squadra         | Comp            | Pres       | Reti       | Comp            | Pres            | Reti            | Comp               | Pres               | Reti               | Comp        | Pres        | Reti        | Pres   | Reti   |        |
| --------------- | --------------- | --------------- | ---------- | ---------- | --------------- | --------------- | --------------- | ------------------ | ------------------ | ------------------ | ----------- | ----------- | ----------- | ------ | ------ | ------ |
| 2016            | Bahia           | PD/BA+B         | 0          | 0          | CB              | 0               | 0               |                    | -                  | -                  | CDN         | 1           | 0           | 1      | 0      |        |
| 2017            | Bahia           | PD/BA+A         | 0+2        | 0          | CB              | 0               | 0               |                    | -                  | -                  | CDN         | 0           | 0           | 2      | 0      |        |
| 2018            | Bahia           | PD/BA+A         | 5+5        | 0          | CB              | 1               | 0               | CS                 | 1                  | 0                  | CDN         | 3           | 2           | 15     | 2      |        |
| Totale carriera | Totale carriera | Totale carriera | 12         | 0          |                 | 1               | 0               |                    | 1                  | 0                  |             | 4           | 2           | 18     | 2      |        |